# Bunium bulbocastanum
Bunium bulbocastanum L. o castanyola és una espècie de plantes de la família de les Apiaceae (Umbel·líferes) originària d'Europa occidental i meridional.
Sinònims : Carum bulbocastanum (L.) W. D. J. Koch, Bulbocastanum linnaei Schur, Sium bulbocastanum Spreng.

## Descripció
És una planta herbàcia perenne de 30 a 100 cm d'altura, l'arrel tuberitzada de la qual és comestible. Les flors hermafrodites, de pètals blancs, són reagrupades en umbel·les i floreixen de juny a juliol. Aquesta espècie pot ser confosa amb Conopodium majus.

## Distribució
L'àrea de repartició original d'aquesta espècie comprèn l'Europa meridional (Espanya, Itàlia, antiga Iugoslàvia...) i Àfrica del Nord (Marroc), i s'estén cap al nord fins a Anglaterra, Alemanya, als Països Baixos i a Eslovènia.
Com que és bastant rara als Països Catalans, es va incloure com a espècie vulnerable a la llista d’espècies amenaçades en la RESOLUCIÓ AAM/732/2015, de 9 d'abril, per la qual es modifica el Catàleg de flora amenaçada de Catalunya

## Ús alimentari
La planta hauria estat cultivada pel consum abans de la introducció de la patata segons Fournier.
Els tubercles són comestibles. Es cuinaven com galetes al forn. Les fulles poden reemplaçar el julivert i els fruits el comí.

## Llista de les subespècies i varietats
Segons Catalogue of life (1r de maig del 2014) :
- subespècie Bunium bulbocastanum subsp. balearicum (Sennen) O.Bolòs & Vigo
- subespècie Bunium bulbocastanum subsp. macuca (Boiss.) O.Bolòs & Vigo

Segons NCBI (1r de maig de 2014) :
- varietat Bunium bulbocastanum var. peucedanoides

Segons Tropicos (1r de maig de 2014) (Atenció: llista bruta que conté possiblement sinònims) :
- subespècie Bunium bulbocastanum subsp. macuca (Boiss.) O. Bolòs & Vigo
- varietat Bunium bulbocastanum var. aphyllum (Jan ex DC.) Fiori & Paol.
- varietat Bunium bulbocastanum var. baldense Rigo ex Huter
- varietat Bunium bulbocastanum var. balearicum (Sennen) O. Bolòs & Vigo
- varietat Bunium bulbocastanum var. mediterraneum (Albert) Reduron
- varietat Bunium bulbocastanum var. nanum Cariot & St.-Lag.
- varietat Bunium bulbocastanum var. peucedanoides J.M. Monts.